# Jiří Žák (1936)
Jiří Žák (7. prosince 1936 Hradec Králové – 4. července 2009) byl český herec a textař, dlouholetý člen Divadla Antonína Dvořáka Příbram.

## Život
V roce 1962 vystudoval činoherní herectví na Janáčkově akademii múzických umění v Brně. V letech 1962 až 2000 působil v Divadle Příbram, od roku 1995 do roku 2000 byl jeho uměleckým šéfem. V divadle ztvárnil více než 250 rolí, účinkoval také ve filmu, například ve filmech Karla Kachyni, např. ve filmu Sestřičky. Psal pohádkové hry a později po roce 1980 také písňové texty pro divadlo.
V roce 1994 kandidoval a byl díky preferenčním hlasům zvolen do zastupitelstva Příbrami jako nezávislý na kandidátce Sdružení KDU-ČSL a nezávislých kandidátů.

## Filmografie
- 1966 – Kočár do Vídně – partyzán
- 1976 – Noc klavíristy – zedník
- 1979 – Diagnóza smrti – podpraporčík VB
- 1980 – Na koho to slovo padne – Franta
- 1980 – Koncert – důstojník VB
- 1981 – Krakonoš a lyžníci – otec Pelč
- 1983 – Sestřičky – kočí Frýbort
- 1989 – Blázni a děvčátka – železničář Josef
- 1990 – Král kolonád – hrobník
- 1992 – Kačenka a strašidla – starší pacient
- 1992 – Městem chodí Mikuláš – nájemník